# Димов, Анатолий Константинович
Анато́лий Константи́нович Ди́мов (род. 26 февраля 1956, Балей, Читинская область) — советский легкоатлет, специалист по стипльчезу. Выступал за сборную СССР по лёгкой атлетике в конце 1970-х — начале 1980-х годов, призёр первенств всесоюзного и республиканского значения, участник летних Олимпийских игр в Москве. Мастер спорта СССР международного класса. Тренер по теннису и лёгкой атлетике.

## Биография
Анатолий Димов родился 26 февраля 1956 года в городе Балей Читинской области, но вскоре вместе с семьёй переехал на постоянное жительство в Ташкент Узбекской ССР.
В 1963—1973 годах учился в ташкентской средней школе № 44, в третьем классе начал серьёзно заниматься плаванием — спустя четыре года получил первый взрослый разряд и перешёл в секцию лёгкой атлетики. Проходил подготовку под руководством тренера А. Ф. Фазлякбарова, неоднократно становился победителем и призёром первенств Узбекистана в беге на средние и длинные дистанции.
После окончания школы поступил в Узбекский государственный институт физической культуры, откуда в 1977 году перевёлся в Московский областной государственный институт физической культуры (окончил в 1978 году). Проживал в городе Раменское Московской области, был подопечным заслуженного тренера РСФСР Вячеслава Макаровича Евстратова.
Впервые заявил о себе на международном уровне в сезоне 1975 года, когда вошёл в состав советской сборной и выступил на юниорском европейском первенстве в Афинах, где стал бронзовым призёром в зачёте бега на 5000 метров. Выполнил норматив мастера спорта СССР.
В 1978 году на чемпионате СССР в Тбилиси выиграл серебряную медаль в беге на 3000 метров с препятствиями.
В 1979 году в стипльчезе занял третье место на Кубке Европы в Турине, был шестым на Кубке мира в Монреале.
В феврале 1980 года получил бронзовую награду в беге на 2000 метров с препятствиями на зимнем чемпионате СССР в Москве. Благодаря череде удачных выступлений удостоился права защищать честь страны на домашних летних Олимпийских играх в Москве — в финале стипльчеза с рекордом СССР 8:19.75 финишировал восьмым. По итогам сезона удостоен почётного звания «Мастер спорта СССР международного класса».
После московской Олимпиады Димов ещё в течение некоторого времени оставался действующим спортсменом и продолжал принимать участие в различных легкоатлетических стартах. Так, в июне 1983 года на чемпионате страны в рамках VIII летней Спартакиады народов СССР в Москве он показал результат 8:27.51, который ныне считается национальным рекордом Узбекистана.
С 2008 года работает тренером по теннису и лёгкой атлетике в Детско-юношеской спортивной школе в Раменском.